# Sabine Remdisch

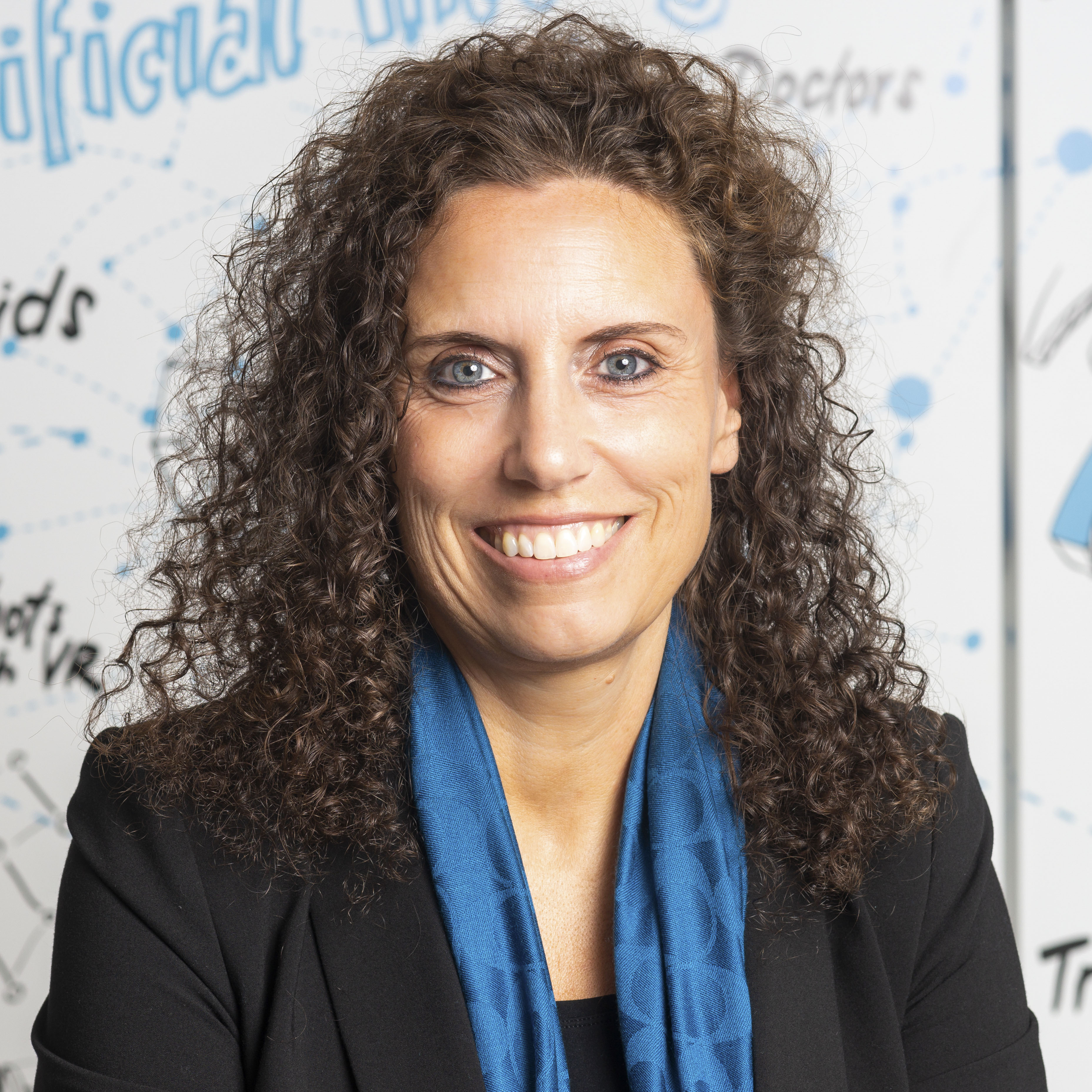
Sabine Remdisch (2018)

Sabine Remdisch (* 21. April 1969 in Wetzlar) ist eine deutsche Psychologin und Universitäts-Professorin für Personal- und Organisationspsychologie und Leiterin des Instituts für Performance Management an der Leuphana Universität in Lüneburg. Ihr aktueller Arbeitsschwerpunkt ist die digitale Arbeitswelt.
Zu ihrem Schwerpunkt forscht sie als Gastwissenschaftlerin am H-Star-Institute der Universität Stanford im Silicon Valley und bündelt in der „LeadershipGarage“ ihre Expertise. Das Ziel, die Human Performance in Unternehmen zu steuern, treibt sie an. Sie lehrt Führung, Personalentwicklung und Coaching. Sie begleitet Unternehmen beim digitalen Wandel und dem Aufbau einer digitalen Unternehmenskultur. Für Führungskräfte initiierte sie den berufsbegleitenden MBA-Studiengang „Performance Management“. Dort wird vermittelt, wie Führungskräfte sich selbst und ihr Unternehmen zum Erfolg führen.

## Leben
Sabine Remdisch wuchs in Hessen auf und wollte ursprünglich Lehrerin werden, wie ihre Eltern. Sie interessierte sich dann für eine menschlichere Gestaltung der Arbeitswelt und studierte von 1988 bis 1994 Psychologie an der Justus-Liebig-Universität in Gießen. Während des Studiums machte sie ein Praktikum beim Automobilhersteller Opel in Rüsselsheim, woraus auch das Thema ihrer Diplomarbeit entstand, in der sie sich mit „Gruppenarbeit in der Industrie“ befasste. Nach Abschluss ihres Studiums arbeitete sie bis 2006 als Consultant und Begleitforscherin bei der Adam-Opel-Gesellschaft. Von 1996 bis 1998 war sie gleichzeitig als Gastforscherin an der Universiteit van Amsterdam im niederländischen Amsterdam tätig. 1998 promovierte sie in Kooperation mit der Adam Opel AG zum Dr. phil. über das Thema Gruppenarbeit in der Automobilindustrie: Die Rolle der Meister und Gruppensprecher.

## Lehre und Forschung
Im Sommersemester 1999 hatte sie eine Vertretungsprofessur für Wirtschaftspsychologie an der Fachhochschule für Technik und Wirtschaft in Berlin inne. Im September 1999 wurde Sabine Remdisch als Professorin für Wirtschaftspsychologie mit dem Schwerpunkt sozialwissenschaftliche Forschungsmethoden und Personal/Organisation am Fachbereich Wirtschaftspsychologie an die Fachhochschule Nordostniedersachsen (FH NON) in Lüneburg berufen. Zum Zeitpunkt ihrer Berufung galt sie als „jüngste Professorin Niedersachsens“ bzw. als „Deutschlands jüngste Professorin“. 2001 gründete sie das An-Institut Evalue-consult GmbH (Kompetenzzentrum für Wirtschaftspsychologie mit Schwerpunkt Evaluation) und übernahm dessen Leitung. Von 2002 bis 2003 war sie Dekanin des Fachbereichs Wirtschaftspsychologie der FH NON. Von 2003 bis Ende 2004 war sie Vizepräsidentin der FH NON, ihr Verantwortungsbereich lag bei „Forschung, Innovation, Transfer“.
Als die FH Nordostniedersachsen Mitte der 2000er-Jahre mit der Universität Lüneburg zur neuen Stiftungs-Universität Lüneburg (heute Leuphana Universität Lüneburg) fusionierte, gehörte Remdisch von Januar 2005 bis April 2006 dem Übergangspräsidium als Vizepräsidentin an; ihr Verantwortungsbereich war „Forschung und Transfer“. Im Juni 2006 gründete sie das Institut für Evaluation und Qualitätsentwicklung (heute: Institut für Performance Management) in der Fakultät für Wirtschafts-, Verhaltens- und Rechtswissenschaften der Universität Lüneburg und leitet es seitdem. Von Mai 2006 bis April 2010 war sie Vizepräsidentin der Leuphana Universität Lüneburg; ihr Verantwortungsbereich war „Lebenslanges Lernen“. Ab 2008 übernahm Remdisch die Entwicklung und Studiengangsleitung des Weiterbildenden MBA Performance Management der Leuphana Professional School. Gegenwärtig hat sie an der Leuphana Universität in Lüneburg eine Professur für Evaluation und Organisation inne.

## Mitgliedschaften und Expertentätigkeit
Remdisch ist Mitglied der Deutschen Gesellschaft für Psychologie (DPGs), des Berufsverbands Deutscher Psychologinnen und Psychologen (BDP), der American Psychological Association (APA), der European Association of Work and Organizational Psychology (EAWOP), der Deutschen Gesellschaft für Evaluation (DeGEval) sowie des Deutschen Bundesverbands Coaching e.V. (DBVC).
Von 1996 bis 2005 war Sabine Remdisch Mitglied des Arbeitskreises „Gesundheit im Betrieb“ des Rationalisierungskuratoriums der Deutschen Wirtschaft (RKW); seit 2000 ist sie Mitglied der Auswahlkommission für Stipendiaten der Stiftung der Deutschen Wirtschaft (sdw); von 2001 bis 2002 gehörte sie dem Arbeitskreises „Futur: Der deutsche Forschungsdialog“ des Bundesministeriums für Bildung und Forschung (BMBF) an; und seit 2005 leitet sie den Arbeitskreis „Evaluation in der Wirtschaft“ der Gesellschaft für Evaluation (DeGEval).
Außerdem ist sie seit 2005 Mitglied des Advisory Boards des European Network Education and Training in Occupational Safety and Health, das von der EU im Rahmen des Leonardo da Vinci Projekts gefördert wird; seit 2007 Mitglied des Wissenschaftlichen Beirats des Niedersächsischen Bundes für Freie Erwachsenenbildung; ebenfalls seit 2007 Mitglied des Wissenschaftlichen Beirats der Süderelbe AG; sowie war sie seit 2008 Mitglied des Expertenbeirats zum Thema „Quartäre Bildung“ des Stifterverbands für die Deutsche Wissenschaft.

## Publikationen (Auswahl)
- mit C. Otto: Erfolgsfaktoren der Weiterbildung: Studiengestaltung für Learning Professionals. wbv bertelsmann, Bielefeld 2016, ISBN 978-3-7639-5283-0.
- mit S. Beiten: Opening Universities for Lifelong Learning and the Challenge of Diversity Management: Support of Non-traditional Students in Germany, Finland and Denmark. In: J. Field, B. Schmidt-Hertha, A. Waxenegger (Hrsg.): Universities and Engagement: international perspectives on higher education and lifelong learning. Routledge, Taylor & Francis Group, Abingdong (Oxfordshire) 2016, ISBN 978-1-138-82443-0, S. 90–101.
- mit C. Otto: Arbeitgeberattraktivität aus der Perspektive unterschiedlicher Mitarbeitergenerationen. In: M. Hartmann (Hrsg.): Rekrutierung in einer zukunftsorientierten Arbeitswelt: HR-Aufgaben optimal vernetzen. 1. Auflage. Springer Gabler, Wiesbaden 2015, ISBN 978-3-658-05084-9, S. 47–68.
- In die Mitarbeiter investieren: Leistungsmanagement ist „Human“ Performance Management. In: Personalführung. 48 (9), 2015, S. 34–38.
- Human Performance Management: Unternehmen mit Weiterbildung zum Erfolg führen. 1. Auflage. Haufe Gruppe, Freiburg 2014, ISBN 978-3-648-04367-7.

Eine Liste ihrer Publikationen befindet sich auf der Website der Leuphana Universität Lüneburg.